# Wapen van Estland
Het huidige wapen van Estland is aangenomen op 7 augustus 1990, hetgeen op 6 april 1993 bij wet bevestigd werd. Ook tijdens het interbellum (vanaf 19 juni 1925) was het wapen het symbool van Estland.

## Ontwerp
Het wapen bestaat uit een gouden schild met daarin drie blauwe (aankijkende) leeuwen. Aan de onderkant van het wapen zijn tweetal takken van een eik opgenomen die rond het schild hangen. De drie leeuwen en het schild zijn waarschijnlijk afgeleid van het wapen van Denemarken, hetgeen verklaard kan worden doordat noordelijk Estland in de 13e eeuw onder Denemarken viel.
In 1940, in de beginperiode van het Sovjet-tijdperk, werd het schild officieel verboden. Een ander embleem, in de stijl van de socialistische heraldiek, werd het symbool van de Estse SSR. De onafhankelijksbeweging in Estland gebruikte het wapen en het duurde tot 7 augustus 1990 totdat het wapen werd geaccepteerd.

## Historische wapens

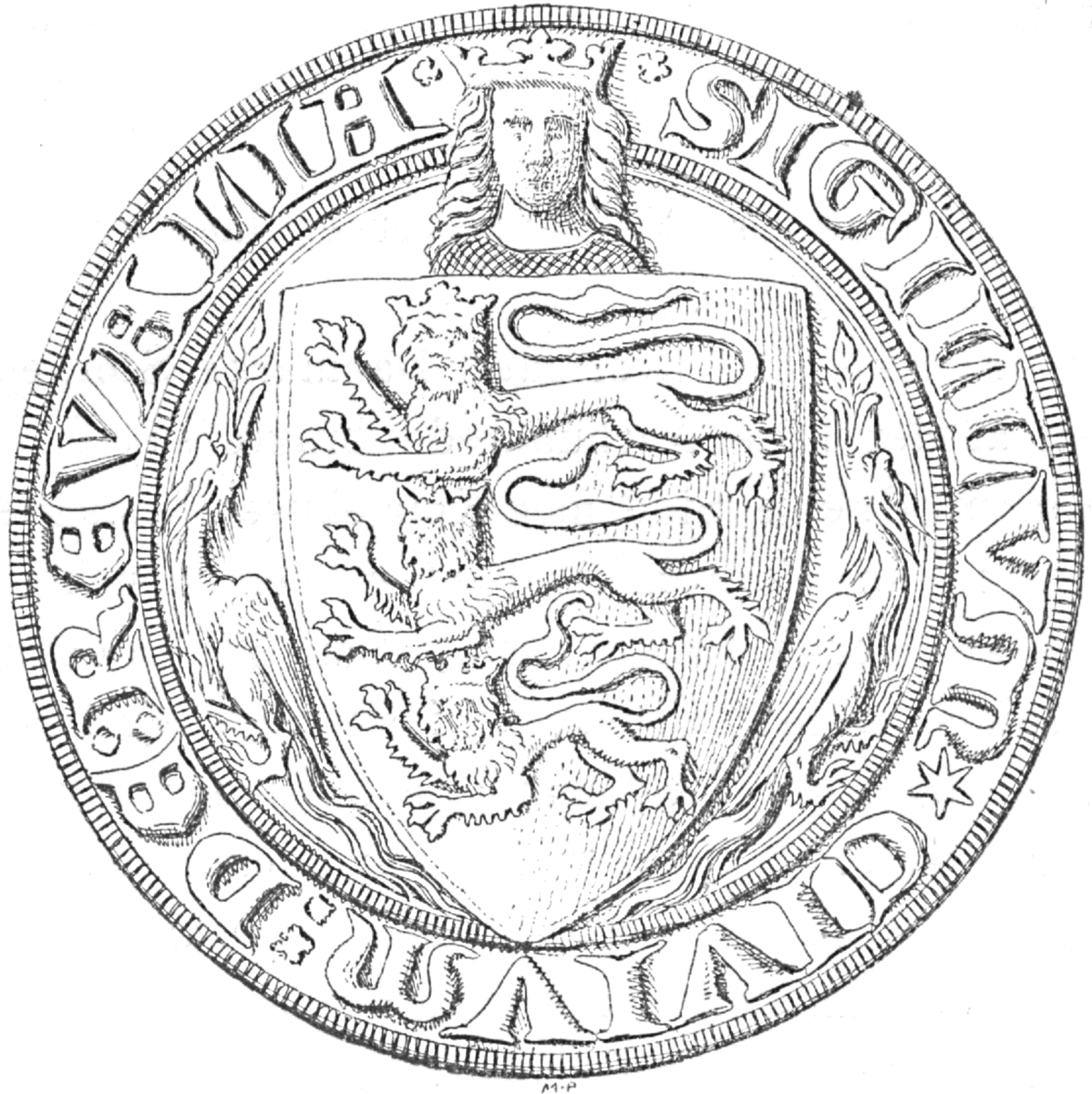
Zegel van Tallinn 1340
Sovjet republiek Estland 1940-1990

Albanië · Andorra · Azerbeidzjan · België · Bosnië en Herzegovina · Bulgarije · Denemarken · Duitsland · Estland · Finland · Frankrijk · Georgië · Griekenland · Hongarije · Ierland · IJsland · Italië · Kosovo · Kroatië · Letland · Liechtenstein · Litouwen · Luxemburg · Malta · Moldavië · Monaco · Montenegro · Nederland · Noord-Macedonië · Noorwegen · Oekraïne · Oostenrijk · Polen · Portugal · Roemenië · Rusland · San Marino · Servië · Slovenië · Slowakije · Spanje · Transnistrië · Tsjechië · Turkije · Vaticaanstad · Verenigd Koninkrijk · Wit-Rusland · Zweden · Zwitserland

Afhankelijke gebieden: Åland · Faeröer · Gibraltar · Guernsey · Jersey · Man

Betwiste gebieden: Abchazië · Adzjarië